# Dziedzickia jurupari
Dziedzickia jurupari är en tvåvingeart som beskrevs av Lane 1961. Dziedzickia jurupari ingår i släktet Dziedzickia och familjen svampmyggor. Inga underarter finns listade i Catalogue of Life.